# Камчия
Ка́мчия (устар. Камчик; болг. Камчия; лат. Panysos) — река в Болгарии, впадает в Чёрное море, протекает по территории общин Дылгопол, Долни-Чифлик и Аврен в Варненской области на северо-востоке страны.
Длина — 46 км (вместе с Голяма-Камчией — 244,5 км). Площадь бассейна — 5358 км². Среднегодовой расход воды в среднем течении около села Гроздёво — 22,6 м³/с.
Камчия образуется от слияния рек Голяма-Камчия (Тича) и Луда-Камчия около села Цонево. Основной составляющей Камчии считается Голяма-Камчия, начинающаяся в горах Лиса-Планина на востоке Стара-Планины. От истока Камчия течёт преимущественно на восток в низине Лонгоз. Впадает в Чёрное море к югу от Варны.